# Mansuphantes rectilamellus
Mansuphantes rectilamellus là một loài nhện trong họ Linyphiidae.
Loài này thuộc chi Mansuphantes. Mansuphantes rectilamellus được miêu tả năm 1988 bởi Deltshev.